# Tadeusz Kossakowski

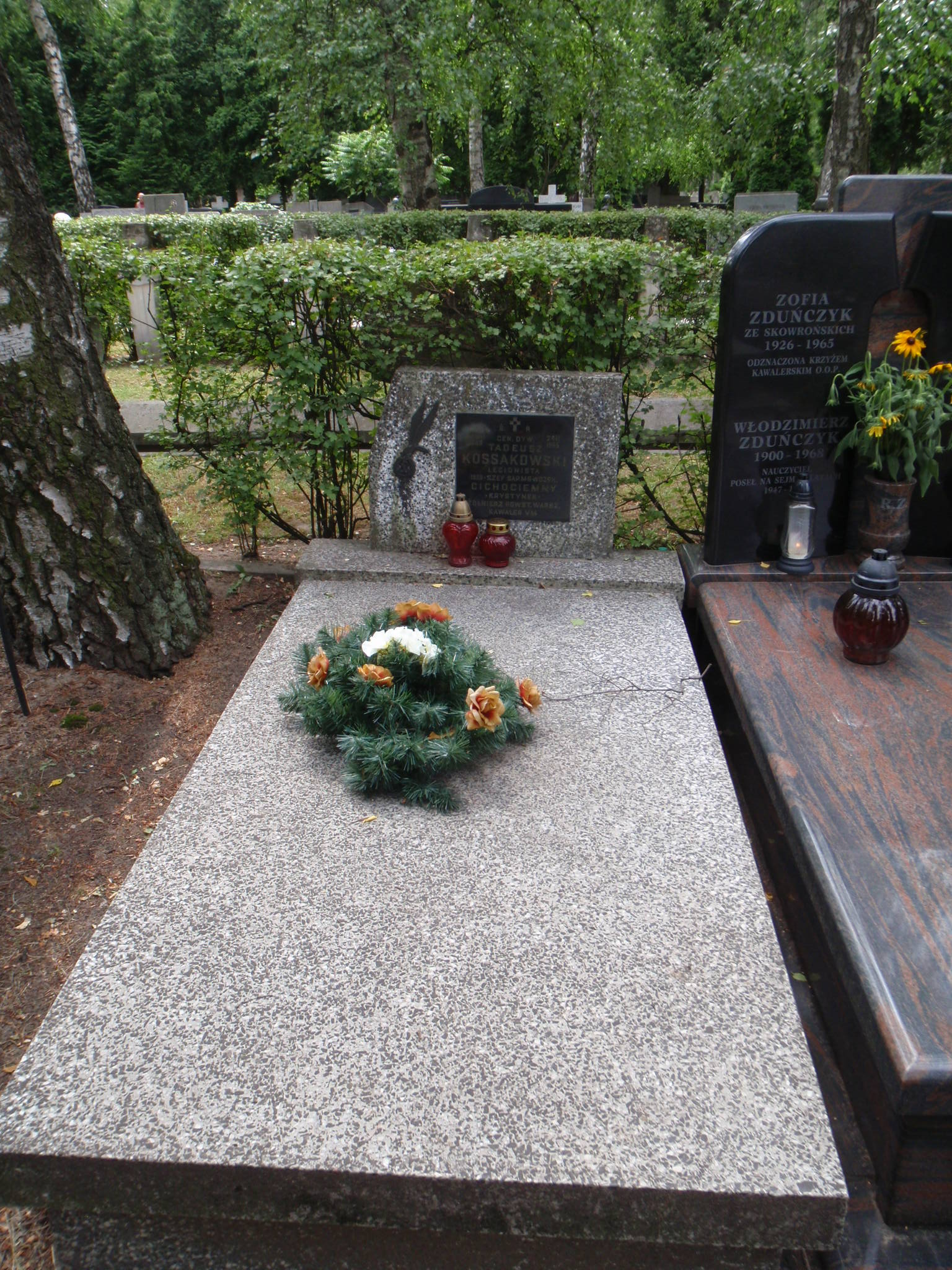
Grób Tadeusza Kossakowskiego na Cmentarzu Wojskowym na Powązkach

Tadeusz Kossakowski ps. „Krystynek”, „Kirgiz”, vel Tadeusz Kowalski (ur. 27 stycznia 1888 w Kiszyniowie, zm. 24 listopada 1965 w Warszawie) – generał dywizji Wojska Polskiego, działacz niepodległościowy, inżynier, uczestnik Powstania Warszawskiego, kawaler Orderu Virtuti Militari, cichociemny.

## Życiorys
Urodził się 27 stycznia 1888 w Kiszyniowie, ówczesnej stolicy guberni besarabskiej, w rodzinie Władysława i Anny z d. Znacharenko. Szkołę realną ukończył w Chersoniu. Następnie wraz z rodziną przeprowadził się do Lwowa, gdzie podjął i ukończył studia na Wydziale Budowy Maszyn Politechniki Lwowskiej. Dyplom inżyniera uzyskał w 1914.
We Lwowie rozpoczął się jego kontakt z ruchem niepodległościowym. W 1909 wstąpił do Związku Walki Czynnej, w roku następnym do Związku Strzeleckiego. W okresie tym używał pseudonimu „Kirgiz”. Ukończył kurs oficerski „Strzelca” i z rąk Józefa Piłsudskiego otrzymał znak oficerski „Parasol”.
W 1914 został zmobilizowany do armii rosyjskiej i przydzielony do Czugujewskiej Szkoły Wojskowej w Czuhujiwie. 1 września 1915 uzyskał stopień chorążego, po czym został skierowany na front. Dowodził kompanią a następnie batalionem piechoty. W lutym 1917, w stopniu podporucznika, przeniesiony został do wojsk inżynieryjnych.
Po rewolucji w Rosji, we wrześniu 1917 przeszedł do oddziałów polskich, podejmując służbę w 2 kompanii telegraficznej 1 pułku inżynierii I Korpusu Polskiego w Rosji, gen. J. Dowbor-Muśnickiego, gdzie służył do rozbrojenia korpusu przez Niemców. Od maja 1918 działał w Polskiej Organizacji Wojskowej.
Po odzyskaniu przez Polskę niepodległości, w listopadzie 1918 podjął służbę w Wojsku Polskim, początkowo w 1 pułku telegraficznym, także na krótko w Oddziale Wywiadowczym w Łodzi. Od marca 1919 służył w wojskach inżynieryjnych. Podczas wojny polsko-bolszewickiej od kwietnia do października 1919 był dowódcą kompanii saperów 2 Dywizji Piechoty Legionów.
Następnie, do końca 1921 był dowódcą 2 batalionu saperów, po czym do 1924 dowódcą batalionu maszynowego saperów w Nowym Dworze Mazowieckim. W międzyczasie, w 1921 ukończył kurs inżynieryjny, a w 1923 kurs reflektorów we Francji. 3 maja 1922 został zweryfikowany w stopniu podpułkownika ze starszeństwem od 1 czerwca 1919 i 41. lokatą w korpusie oficerów inżynierii i saperów. 23 października 1924 otrzymał przeniesienie do 2 pułku saperów kaniowskich w Puławach na stanowisko dowódcy pułku. W grudniu 1925 został przeniesiony do kadry oficerów korpusu inżynierii i saperów przy Departamencie V MSWojsk. z równoczesnym przydzieleniem do Głównych Zakładów Inżynierii i Saperów w Warszawie na stanowisko zastępcy kierownika z jednoczesnym powierzeniem obowiązków kierownika. We wrześniu 1926 został przesunięty w Centralnym Zakładzie Zaopatrzenia Saperów na stanowisko pełniącego obowiązki kierownika zakładu. W styczniu 1927 został przydzielony do Departamentu V Ministerstwa Spraw Wojskowych na stanowisko zastępcy szefa departamentu. 1 stycznia 1928 prezydent RP nadał mu z dniem 1 stycznia 1928 stopień pułkownika w korpusie oficerów inżynierii i saperów i 3. lokatą. 24 kwietnia 1929 został mianowany szefem Departamentu Zaopatrzenia Inżynierii Ministerstwa Spraw Wojskowych (stanowisko przewidziane dla generała dywizji). Od 23 września 1930 obowiązki szefa departamentu łączył z funkcją szefa Broni Pancernych, a od 1 grudnia 1934 dowódcy Broni Pancernych. Był zwolennikiem rozwoju polskiej broni pancernej i inicjatorem rozwoju przemysłu samochodowego. Za jego kadencji wdrożono do masowej produkcji tankietki TK-3 i TKS, zakupiono czołgi Vickers E i opracowano własny czołg 7 TP. Był także członkiem Rady Nadzorczej Państwowych Zakładów Inżynierii.
21 marca 1936 został wyznaczony na stanowisko dowódcą Saperów MSWojsk. Na stopień generała brygady został mianowany ze starszeństwem z dniem 19 marca 1939 i 12. lokatą w korpusie generałów.
W dniach 3–7 września 1939 wziął udział w przygotowaniach do Obrony Warszawy. Internowany w Rumunii w obozie w Băile Herculane. Następnie przez Rumunię dotarł do Paryża, gdzie został dowódcą saperów w Sztabie Naczelnego Wodza. Od września 1940 do października 1941 pełnił funkcję zastępcy dowódcy 1 Brygady Strzelców do spraw motoryzacji. W 1941 brał równolegle udział w kursie wyższych dowódców armii sprzymierzonych w Brytyjskiej Wyższej Szkole Wojennej w Camberley. Od października 1941 do czerwca 1942 był zastępcą dowódcy I Korpusu Polskiego do spraw motoryzacji oraz dowódcą saperów korpusu. W lutym 1942 podczas odprawy w sztabie Naczelnego Wodza wystąpił z krytyką sposobu formowania 1 Dywizji Pancernej pod komendą gen. Stanisława Maczka i został później na tym tle odwołany ze stanowiska trafiając do dyspozycji Oddziału III Sztabu NW.
Przeniesiony na Bliski Wschód objął stanowisko zastępcy dowódcy 2 Korpusu Strzelców do spraw motoryzacji, a następnie stanowisko dowódcy broni pancernej, motorowej i służby elektromechanicznej Armii Polskiej na Wschodzie. Przez krótki okres (do października 1942) był zastępcą dowódcy formowanej w II połowie 1942 2 Brygady Czołgów na Środkowym Wschodzie. Jednostki, w których służył w okresie 1940–1943, nie brały w tym czasie udziału w walkach.
W czerwcu 1943 zgłosił gen. Władysławowi Sikorskiemu chęć służby w okupowanym Kraju. Od grudnia 1943 w dyspozycji Naczelnego Wodza. Przeszkolony na kursie spadochronowym, 4 stycznia 1944 podczas skoków spadochronowych złamał nogę, do marca w szpitalu. Przerzucony na stację wyczekiwania Głównej Bazy Przerzutowej „Jutrzenka” w Latiano nieopodal Brindisi (Włochy).
Przerzucony do okupowanej Polski w nocy 29/30 maja 1944, w  sezonie operacyjnym „Riposta”, w operacji lotniczej „Wildhorn II” (polski kryptonim: „Most 2”). Był najstarszym z cichociemnych. W dniu przerzutu miał ponad 56 lat. Przyjął pseudonim „Krystynek”. W dniu przelotu do kraju awansowany został na generała dywizji. Samolot Dakota KG-477 „V” (1586 PAF),  po starcie z lotniska Campo Casale nieopodal Brindisi, wylądował w okupowanej Polsce na polowym lądowisku „Motyl”, w okolicach wsi Wał – Ruda, 18 km od Tarnowa, nad rzeczką Kisieliną (położenie: N50°08′ E20°47′). Razem z nim przerzucono cichociemnego mjr. Romualda Bielskiego.  Po trwającym 7 minut rozładunku, samolotem odlecieli do Londynu: cichociemny płk Roman Rudkowski ps. Rudy, mjr Zbigniew Sujkowski ps. Wyga, emisariusz Stronnictwa Ludowego Jan Domański ps. Bartnicki. 
Przydzielony do Wydziału Broni Szybkich Oddziału III Operacyjnego Komendy Głównej Armii Krajowej. Został także dowódcą Zakładów Produkcji Uzbrojenia AK. W pierwszych dniach Powstania Warszawskiego, 2 sierpnia 1944 budował wraz z innymi jako ochotnik barykadę na ul. Kruczej, następnie do 15 sierpnia jako ochotnik, strzelec w drużynie szturmowej plut. pchor. „Blizna”. Rozpoznany przez przedwojennych techników od 28 sierpnia wyznaczony do kierowania produkcją  środków walki.  Komendy Podobwodu Śródmieście Południowe, następnie Komendy Okręgu Warszawa AK. Pod jego dowództwem pracowało ok. 800 osób, w warsztatach na ul. Wilczej, Kruczej, Kopernika, później ul. Chmielnej, pl. Napoleona, Mokotowskiej, Al. Ujazdowskich, Tamce, piwnicach Gebethnera i Wolfa, w zakładach Gerlacha. M.in. wyprodukowali ok. 35 tys. sztuk granatów, kilka dział szturmowych, miotacze płomieni, naprawiali karabiny, broń palną krótką i maszynową. Wśród jego współpracowników był m.in. cichociemny kpt.  Mirosław Kryszczukajtis. Od 8 września 1944 także dowódca kilkunastoosobowej Legii Oficerskiej. Po kapitulacji Warszawy w niewoli niemieckiej, m.in. w oflagach XVIII-73 w Landwasser, IV C w Colditz, XVIII-317 C w Markt Pengau w Austrii. 5 maja 1945 uwolniony przez wojska amerykańskie.
17 maja 1945 zameldował się w Oddziale VI (Specjalnym) w Londynie, jednak 17 grudnia 1945 wrócił jednak do Polski. 12 stycznia 1946 przyjęty przez dowódcę LWP  gen. Michała Żymierskiego, skierowany do pracy w przemyśle zbrojeniowym, jako pełniący obowiązki dyrektora administracyjno-handlowego Centralnego Zarządu Przemysłu Zbrojeniowego. Po likwidacji CZPZ pod koniec 1947, dyrektor finansowo-administracyjny w Biurze Projektów i Budowy Fabryk w Warszawie. Od 1 stycznia 1950 w warszawskim oddziale „Biprochemu” Gliwice. Od 17 października 1950 do 31 grudnia 1951 kierownik Działu Wydawniczego w Państwowym Ośrodku Korespondencyjnego Szkolenia Zawodowego przy Ministerstwie Budownictwa Miast i Osiedli, także jako pracownik w Biurze Konstrukcyjno-Technologicznym Maszyn Budowlanych. Od 1952 do 1954 bez pracy, następnie w tym Biurze jako projektant, od 1956 kierownik zespołu, później wicedyrektor. W 1957 przeszedł na emeryturę wojskową, szykanowany przez komunistów. 
Zmarł 24 listopada 1965 w wieku 77 lat. Pochowany na Cmentarzu Wojskowym na Powązkach w Warszawie (kwatera A2-3-13).
Był dwukrotnie żonaty. W pierwszym związku małżeńskim z Olgą z d. Izakow, nie miał dzieci. Po raz drugi ożenił się z Janiną z d. Levittoux, z którą miał dwóch synów: Władysława (ur. 10 czerwca 1913), podporucznika 11 pułku ułanów oraz Andrzeja Władysława (ur. 25 czerwca 1928), lekarza medycyny.
Decyzją Nr 186/MON Ministra Obrony Narodowej z dnia 5 listopada 2019 gen. dyw. Tadeusz Kossakowski został patronem 2. Mazowieckiego Pułku Saperów.

## Ordery i odznaczenia
- Krzyż Srebrny Orderu Wojskowego Virtuti Militari nr 2238[37] – 28 lutego 1921[38]
- Krzyż Niepodległości – 15 czerwca 1932 „za pracę w dziele odzyskania niepodległości”[39][40]
- Krzyż Oficerski Orderu Odrodzenia Polski – 10 listopada 1928 „za zasługi na polu organizacji placówek technicznych w wojsku”[41][42]
- Krzyż Walecznych[a] po raz pierwszy nr 6423 – 1 kwietnia 1922[44][45]
- Krzyż Walecznych po raz drugi, trzeci i czwarty nr 44329 – 15 lipca 1922 za czyny w I Korpusie Polskim[46][45]
- Krzyż Walecznych po raz piąty i szósty nr 55592 – 16 grudnia 1922 „za udział w walkach zbrojnych z bolszewikami w 1917 i 1918 na terenie Podola, Ukrainy i Wołynia”[47][45]
- Złoty Krzyż Zasługi po raz drugi – 10 listopada 1938 „za zasługi w służbie wojskowej”[48][49]
- Złoty Krzyż Zasługi po raz pierwszy – 30 grudnia 1924 „w uznaniu zasług położonych przy akcji ratowniczej w czasie powodzi w 1924 r.”[50][51]
- Medal Pamiątkowy za Wojnę 1918–1921 – 1928[52]
- Medal Dziesięciolecia Odzyskanej Niepodległości – 1928[52]
- Znak oficerski „Parasol”[53]
- Odznaka „Znak Pancerny” nr 244 – 11 listopada 1933[54]
- Zwykły Znak Spadochronowy nr 0160
- Bojowy Znak Spadochronowy nr 1609[55]
- Krzyż Komandorski Orderu Gwiazdy Rumunii – 11 listopada 1936[56]
- Krzyż Komandorski Orderu Korony Włoch – 11 listopada 1933[57]
- Order Krzyża Orła III klasy (1933, Estonia)[58]
- Order Łaźni (Wielka Brytania)
- Krzyż Oficerski Orderu Legii Honorowej
- Krzyż Oficerski Orderu Korony Rumunii
- Medal Zwycięstwa („Médaille Interalliée”) – 1925[59][60]
- Odznaka Łotewskiego pułku czołgów[61]